# BMW M
Die BMW M GmbH ist ein 1972 als BMW Motorsport GmbH gegründetes Tochterunternehmen des Automobil- und Motorradherstellers BMW. Es ist verantwortlich für die Entwicklung und Produktion der leistungsstarken BMW-M-Automobile, die Individualisierung aller BMW-Modelle (BMW Individual) sowie für die Veranstaltung der BMW-Fahrertrainings.

## Geschichte

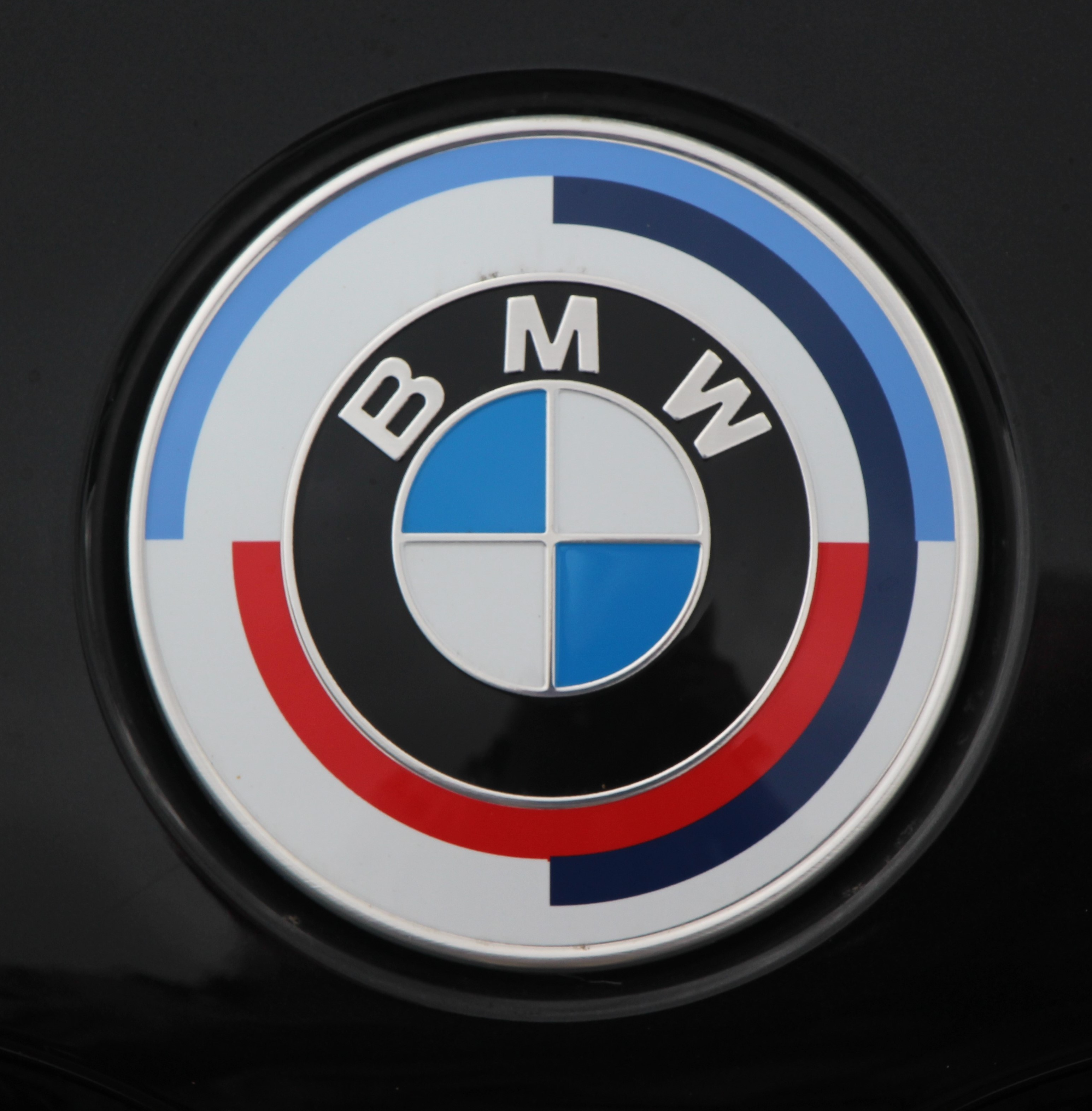
Das Logo zum 50-jährigen Bestehen des Unternehmens war nur im Jubiläumsjahr 2022 erhältlich.

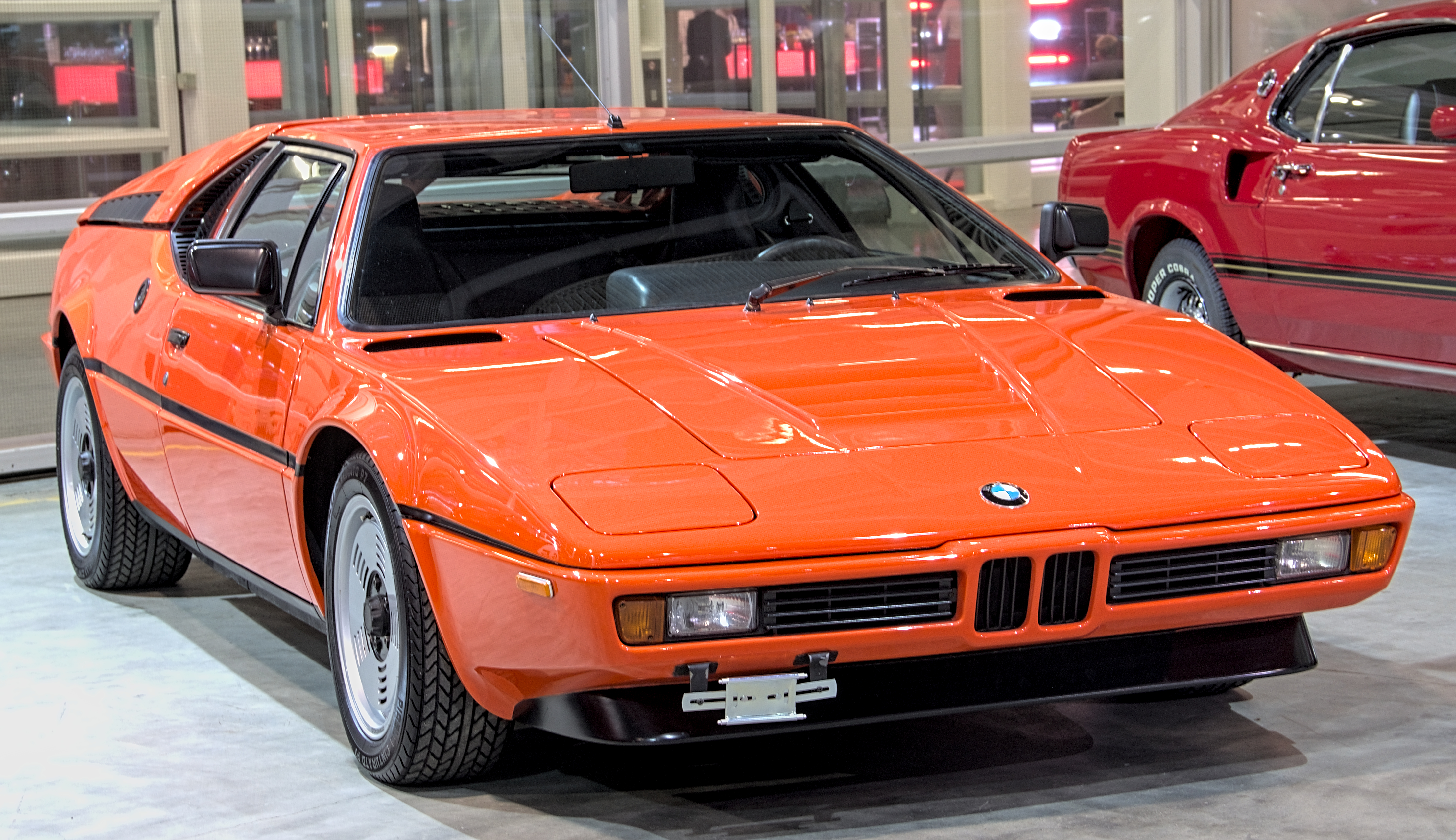
BMW M1

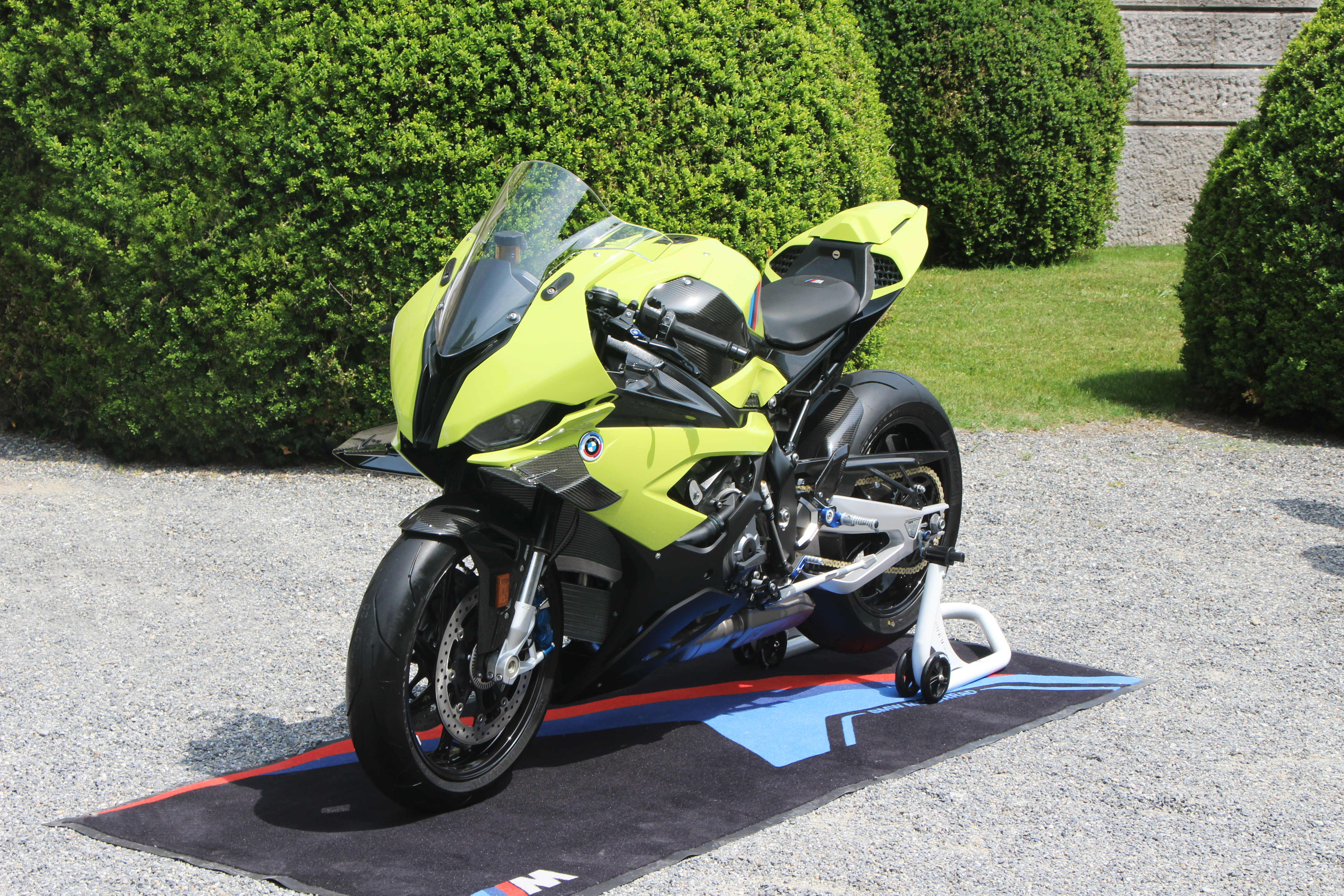
M RR 50 Years M
in Sao Paulo Gelb, 2022

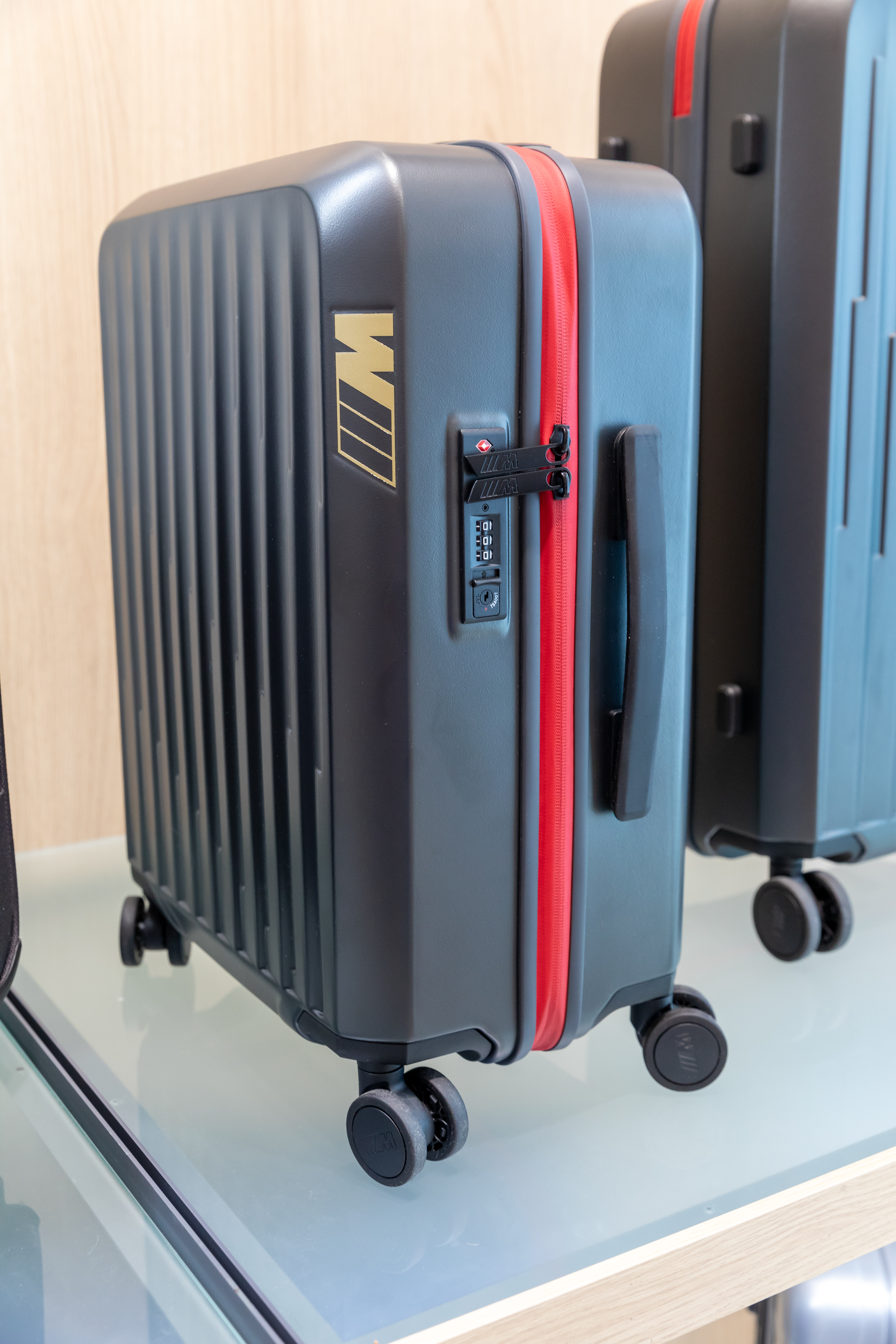
Reisegepäck mit BMW M logo

Eines der ersten Ergebnisse der M GmbH war der unter wesentlicher Mithilfe von Alpina gebaute erfolgreiche BMW 3.0 CSL, eine auf Leichtbau getrimmte Variante des BMW E9.
Auf Basis des 1972 von BMW entwickelten Prototyps BMW Turbo wollte der Münchener Automobilhersteller einen Sportwagen produzieren, der vor allem für die Teilnahme am Motorsport geeignet sein sollte. Da zu dieser Zeit italienische Sportwagen den Rennsport dominierten, entschied sich BMW zunächst, das Know-how des italienischen Sportwagenherstellers Lamborghini zu nutzen und das Modell dort entwickeln zu lassen. Allerdings führten kurz darauf industrielle Unstimmigkeiten zum Umdenken. BMW entschied sich, das Fahrzeug komplett in Eigenregie zu bauen, und gründete 1972 die BMW Motorsport GmbH.
Jochen Neerpasch leitete von 1973 bis 1979 als Vorsitzender der Geschäftsführung die BMW Motorsport GmbH. Rennsportkollege Martin Braungart, der im Frühjahr 1972 zusammen mit Jochen Neerpasch in dem Unternehmen anfing, war von 1972 bis 1979 Technischer Leiter der BMW Motorsport GmbH und von 1977 bis 1979 als Projektverantwortlicher zuständig für die Gesamtentwicklung des Straßenfahrzeugs BMW M1, das als Basisfahrzeug für künftige Renneinsätze vorgesehen war.
1992 wurde die Geschäftsgruppe BMW Individual in die BMW Motorsport GmbH integriert und 1993 erfolgte die Umbenennung des Unternehmens in BMW M GmbH, Gesellschaft für individuelle Automobile.
Anlässlich des 50-jährigen Bestehens der BMW M GmbH wurde im Mai 2022 eine M-Version des Sportmotorrads BMW S 1000 RR und Ende September 2022 der Plug-in-Hybrid BMW XM vorgestellt; ein Spitzenmodell des XM mit einem Drehmoment von 1000 Nm und einer Leistung von 550 kW (748 PS) als stärkstes je in Serie produziertes BMW-Modell folgte etwas später. Zudem wurde im November 2022 der auf fünfzig Stück limitierte BMW 3.0 CSL auf Basis des BMW M4 als Hommage an das gleichnamige Modell der E9-Baureihe präsentiert.
| Geschäftsführer der BMW M GmbH | Geschäftsführer der BMW M GmbH | Geschäftsführer der BMW M GmbH |
| Geschäftsführer                | von                            | bis                            |
| ------------------------------ | ------------------------------ | ------------------------------ |
| Adolf Prommersberger           | 1. Januar 1994                 | 30. November 2003              |
| Ulrich Bruhnke                 | 1. Dezember 2003               | 31. Januar 2007                |
| Ludwig Willisch                | 1. Januar 2008                 | 6. Mai 2009                    |
| Kay Segler                     | 7. Mai 2009                    | 30. April 2011                 |
| Friedrich Nitschke             | 1. Mai 2011                    | 31. Dezember 2014              |
| Franciscus van Meel            | 1. Januar 2015                 | 30. September 2018             |
| Markus Flasch                  | 1. Oktober 2018                | 31. Oktober 2021               |
| Franciscus van Meel            | 1. November 2021               |                                |

## BMW-M-Modelle und M-Performance-Modelle

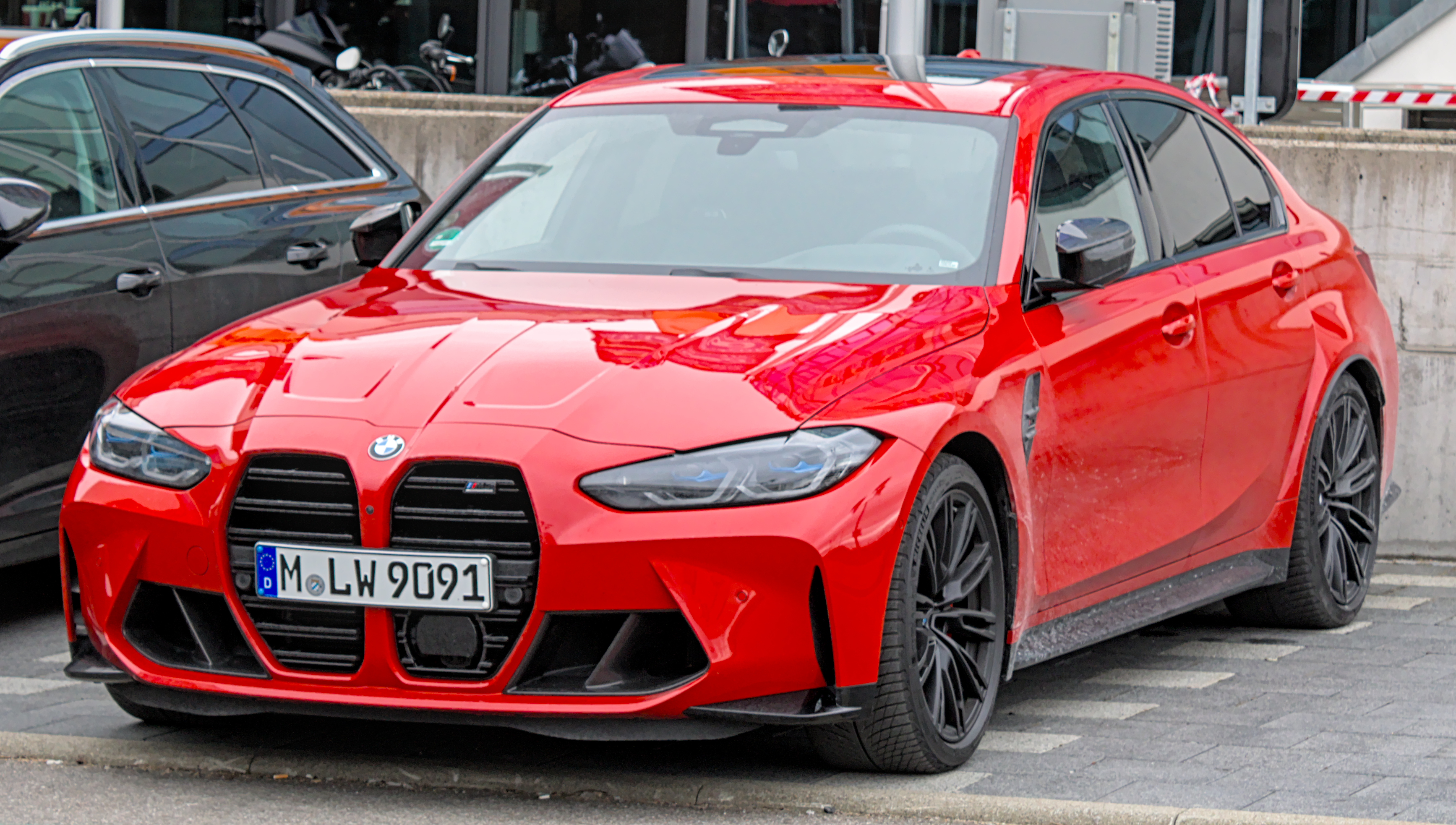
BMW M3 Competition

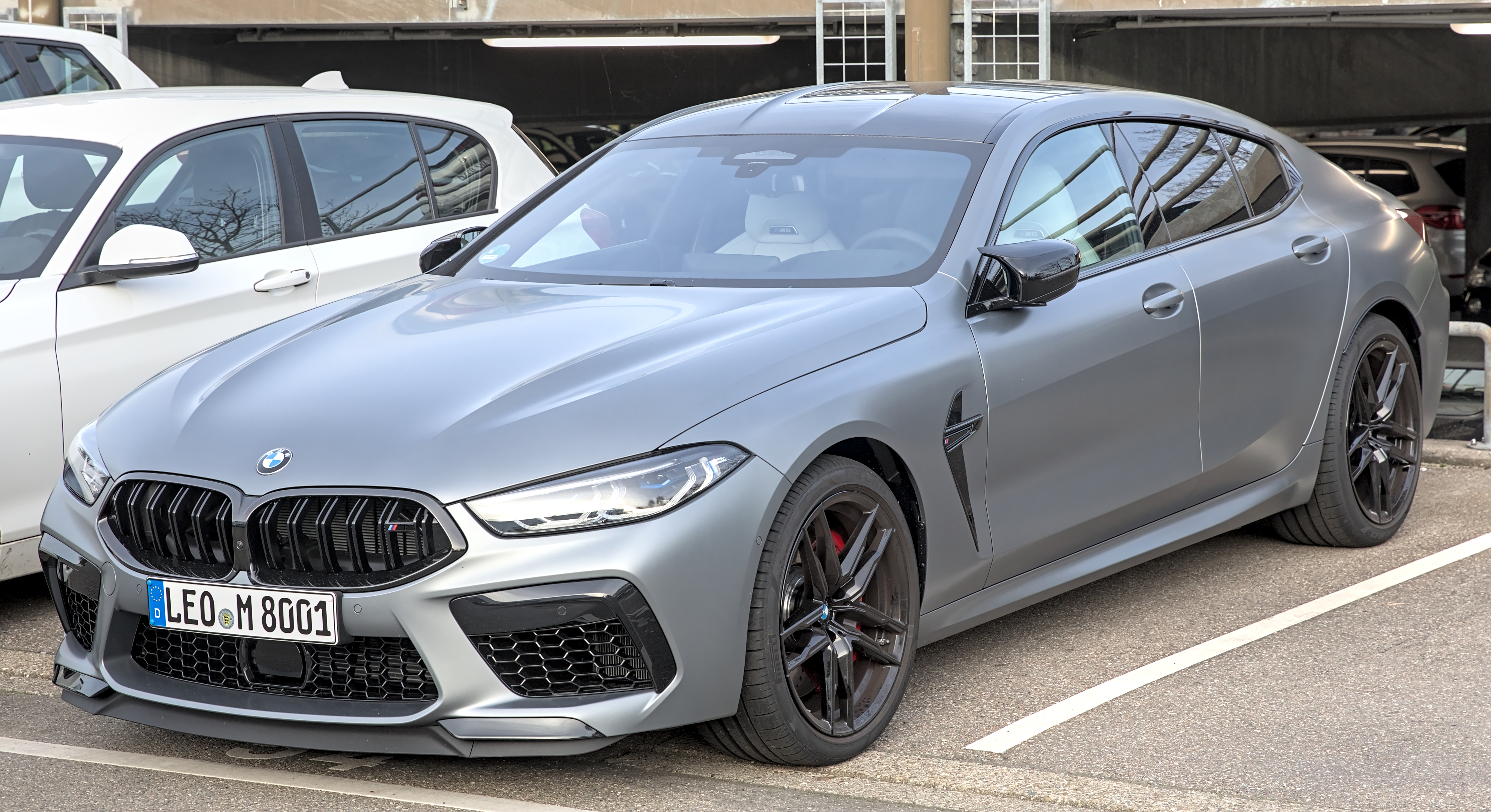
BMW M8 Gran Coupé Competition

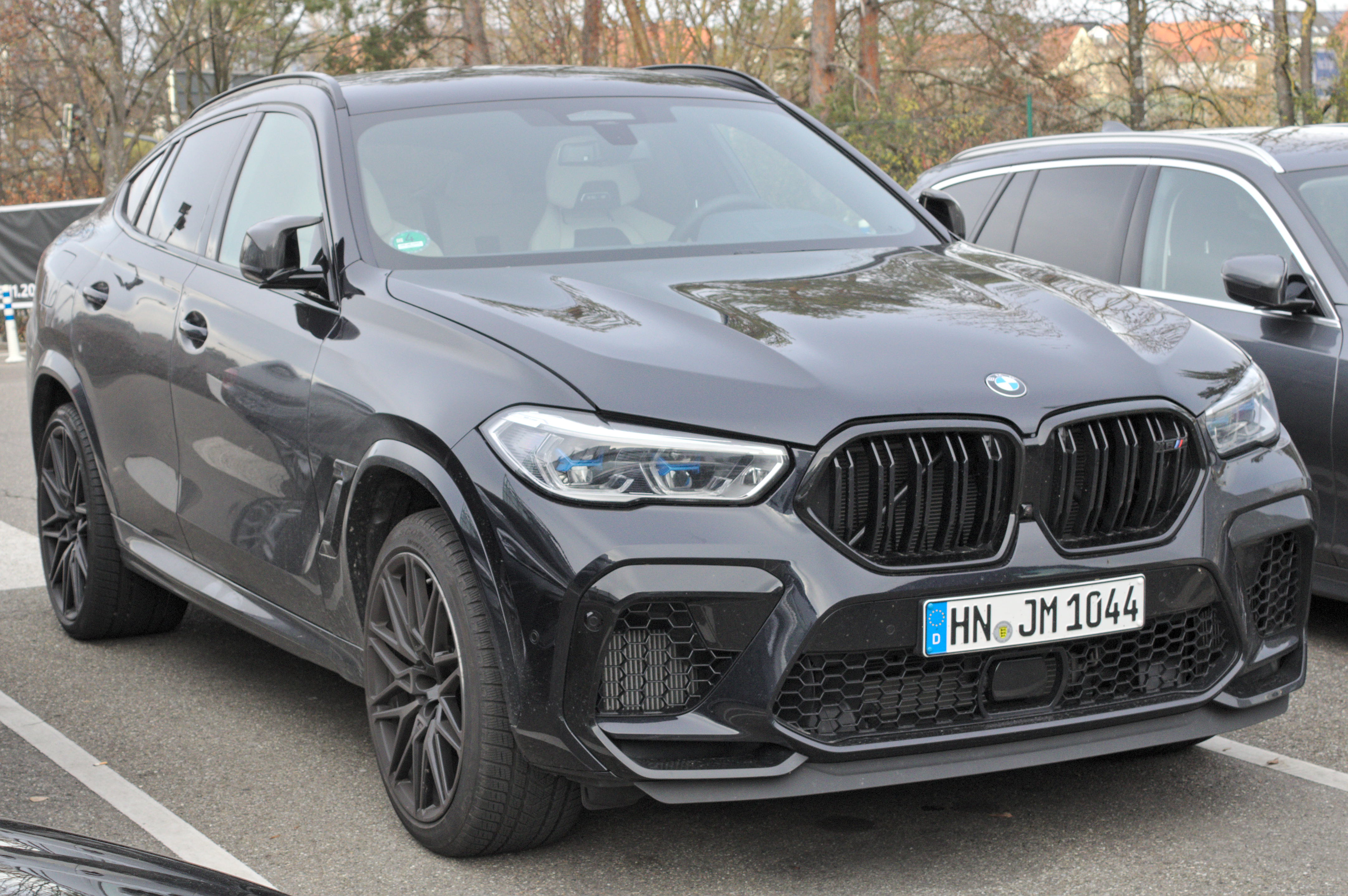
BMW X6 M Competition

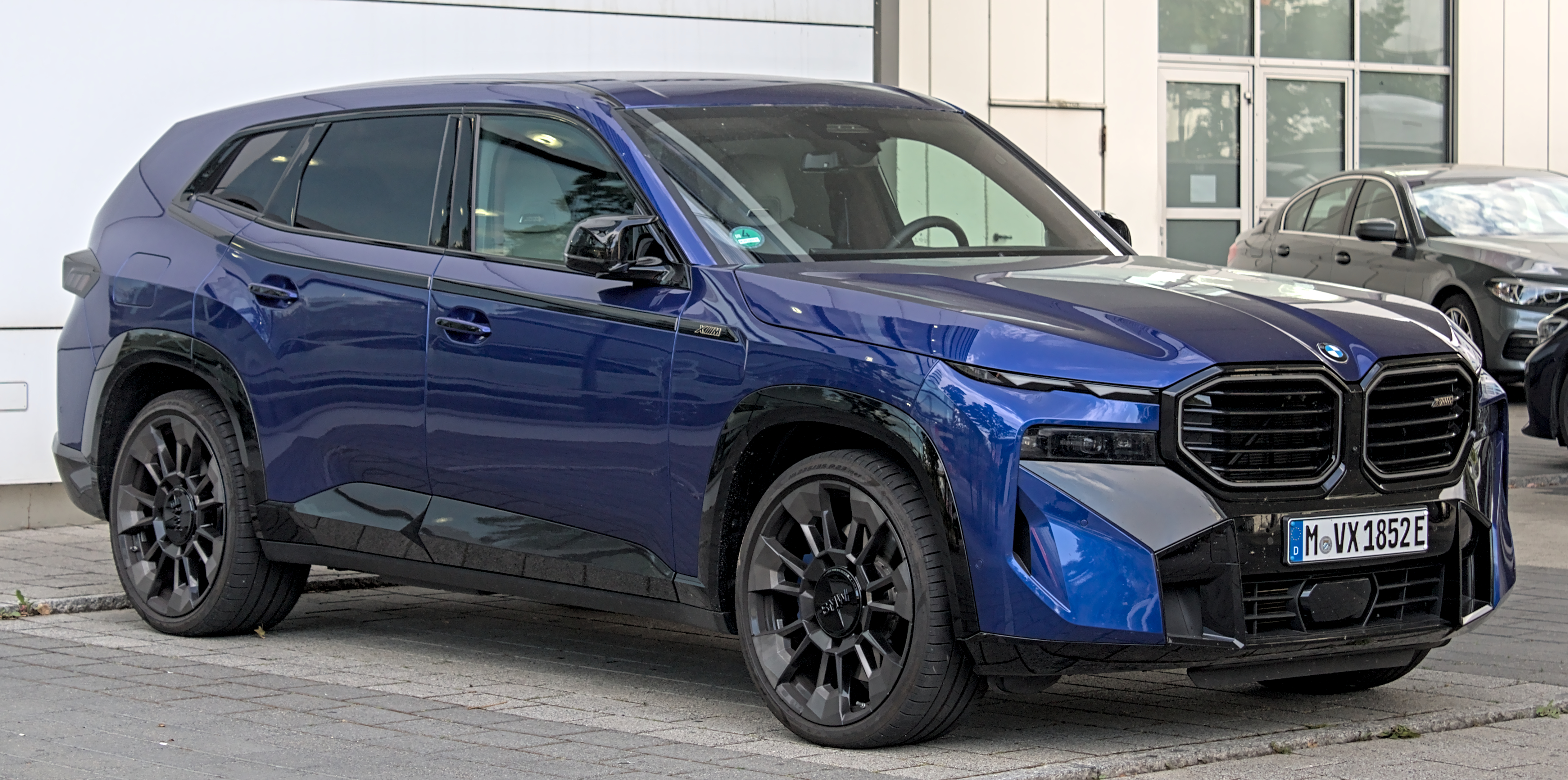
BMW XM

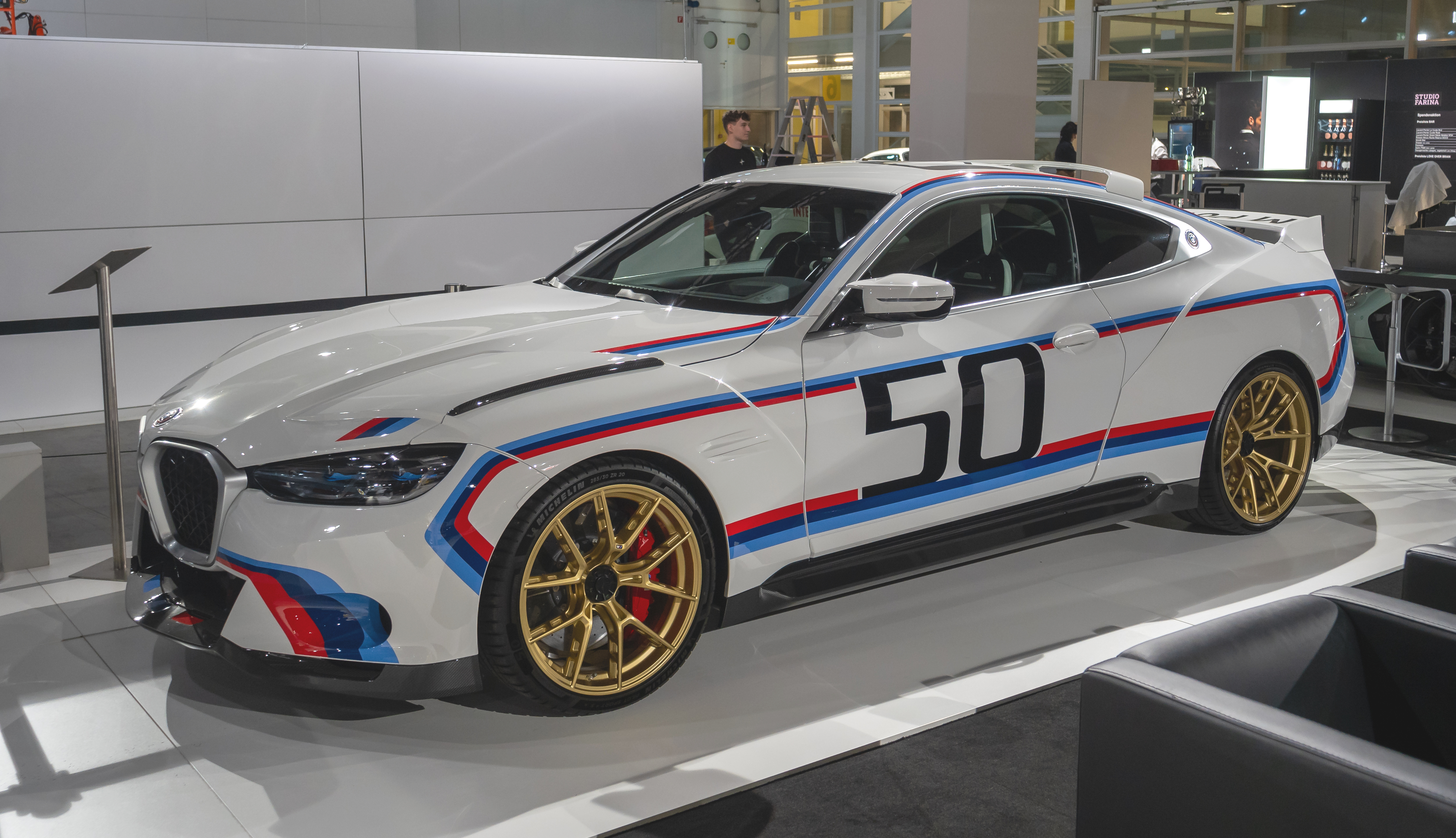
BMW 3.0 CSL (G82), 2022

Derzeit (Stand 04/2025) werden folgende BMW-M-Modelle angeboten:
- BMW M2 (G87) Coupé
- BMW M3 (G80) Limousine
- BMW M3 Touring (G81) Kombi
- BMW M4 (G82) Coupé
- BMW M4 (G83) Cabriolet
- BMW M5 (G90) Limousine
- BMW M5 Touring (G99) Kombi
- BMW M8 (F91) Cabriolet
- BMW M8 (F92) Coupé
- BMW M8 (F93) Gran Coupé
- BMW X4 M (F98) SUV Coupé
- BMW X5 M (F95) SUV
- BMW X6 M (F96) SUV Coupé
- BMW XM (G09) SUV

Des Weiteren sind folgende M Performance-Modelle verfügbar:
- BMW M135 xDrive (F70) 5-türiger Kompaktwagen
- BMW M235 xDrive (F74) 5-türige Limousine
- BMW M240i xDrive (G42) Coupé
- BMW M340i xDrive (G20) Limousine
- BMW M340i xDrive (G21) Touring (Kombi)
- BMW M340d xDrive (G20) Limousine
- BMW M340d xDrive (G21) Touring (Kombi)
- BMW M440i xDrive (G23) Cabrio
- BMW M440i xDrive (G26) Gran Coupé
- BMW M440d xDrive (G22) Coupé
- BMW M440d xDrive (G23) Cabrio
- BMW i4 M50 (G26) Gran Coupé
- BMW i5 M60 (G60) Limousine
- BMW i5 M60 (G61) Touring (Kombi)
- BMW i7 M70 (G70) Limousine
- BMW M850i xDrive (G15) zweitüriges Coupé
- BMW M850i xDrive (G14) Cabrio
- BMW M850i xDrive (G16) Gran Coupé
- BMW X1 M35i (U11) SUV (Allradfahrzeug, xDrive)
- BMW X2 M35i (U10) SUV Coupé (Allradfahrzeug, xDrive)
- BMW X3 M50 xDrive (G45) (Allradfahrzeug, xDrive)
- BMW X4 M40i (G02) SUV Coupé (Allradfahrzeug, xDrive)
- BMW X4 M40d (G02) SUV Coupé (Allradfahrzeug, xDrive)
- BMW X5 M60i (G05) SUV (Allradfahrzeug, xDrive)
- BMW X6 M60i (G06) SUV Coupé (Allradfahrzeug, xDrive)
- BMW X7 M60i (G07) SUV (Allradfahrzeug, xDrive)
- BMW iX M70 (I20) SUV
- BMW Z4 M40i (G29) Cabrio/Roadster

## Motorsport

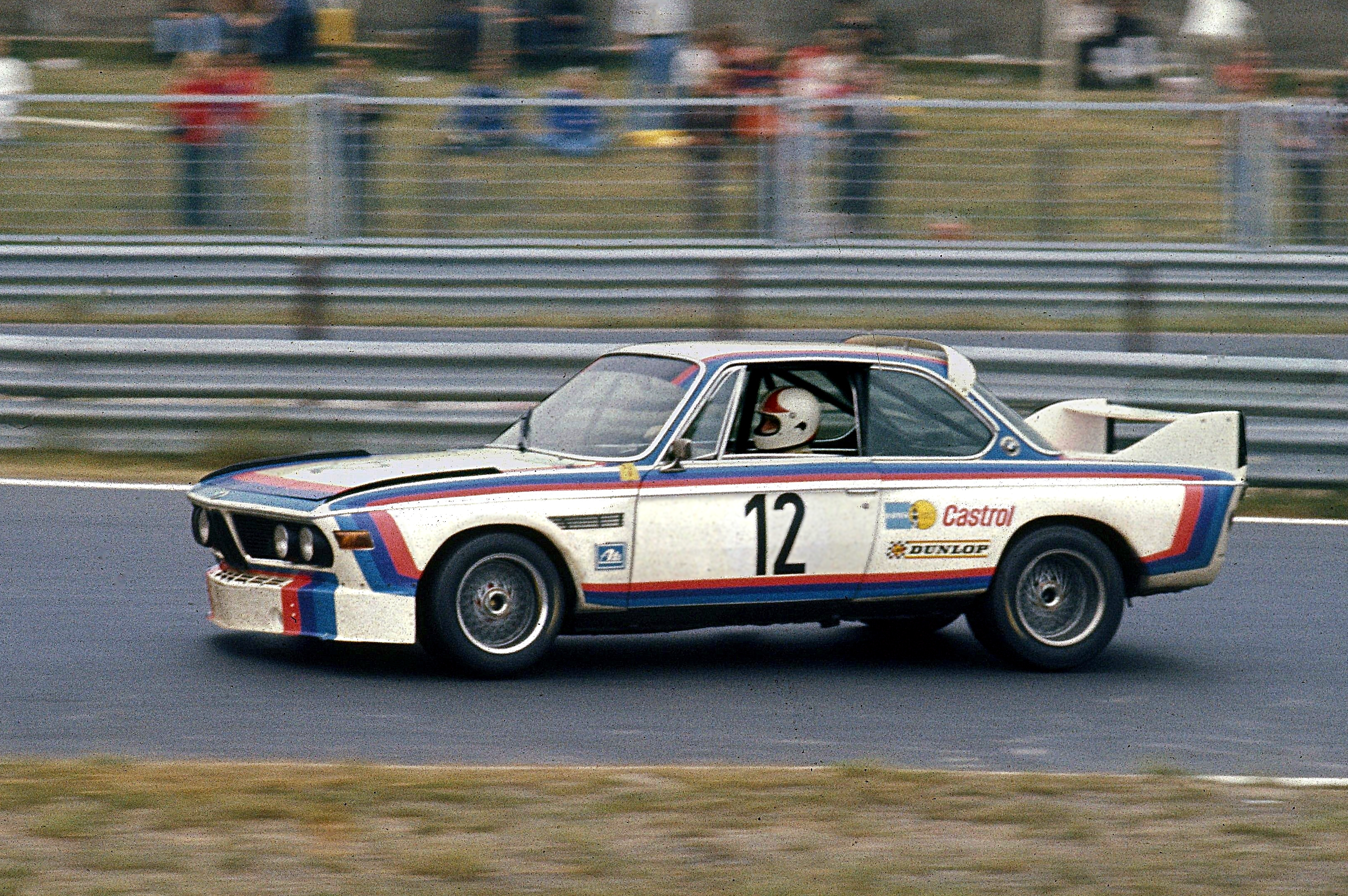
BMW 3.0 CSL mit Chris Amon 1973

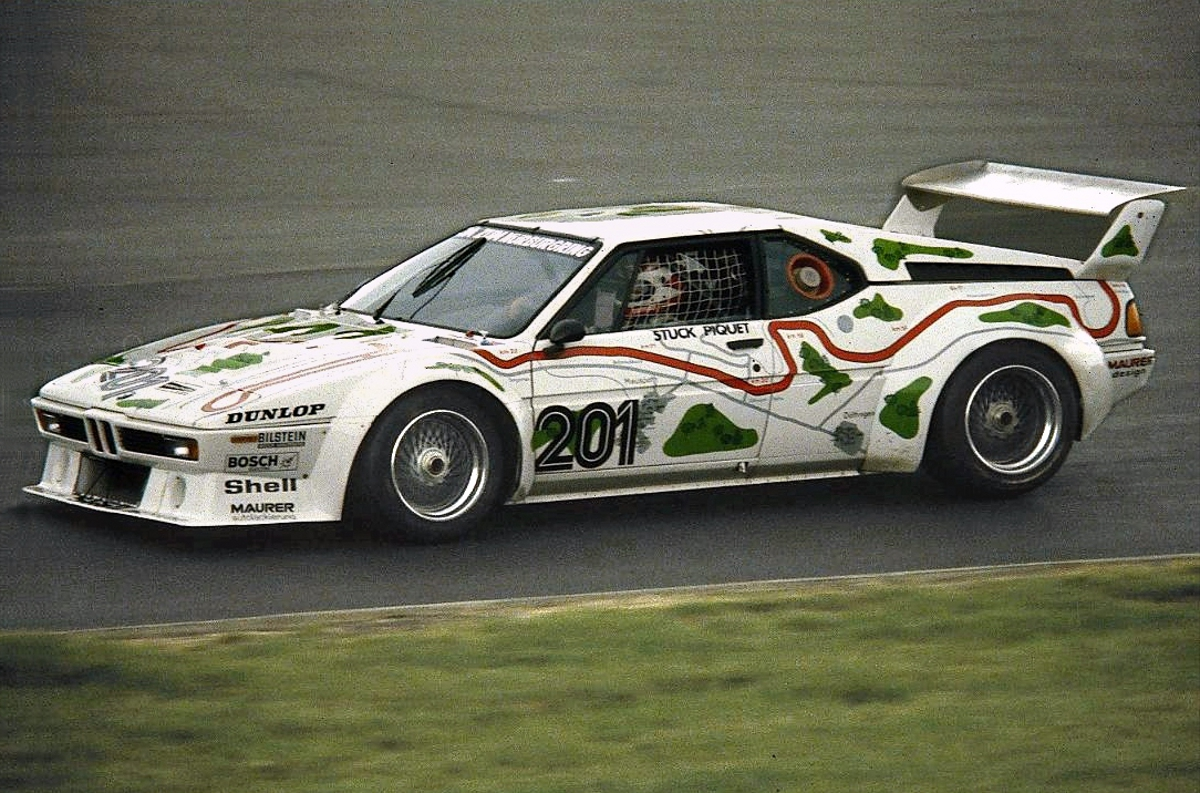
Nelson Piquet 1980 im BMW M1

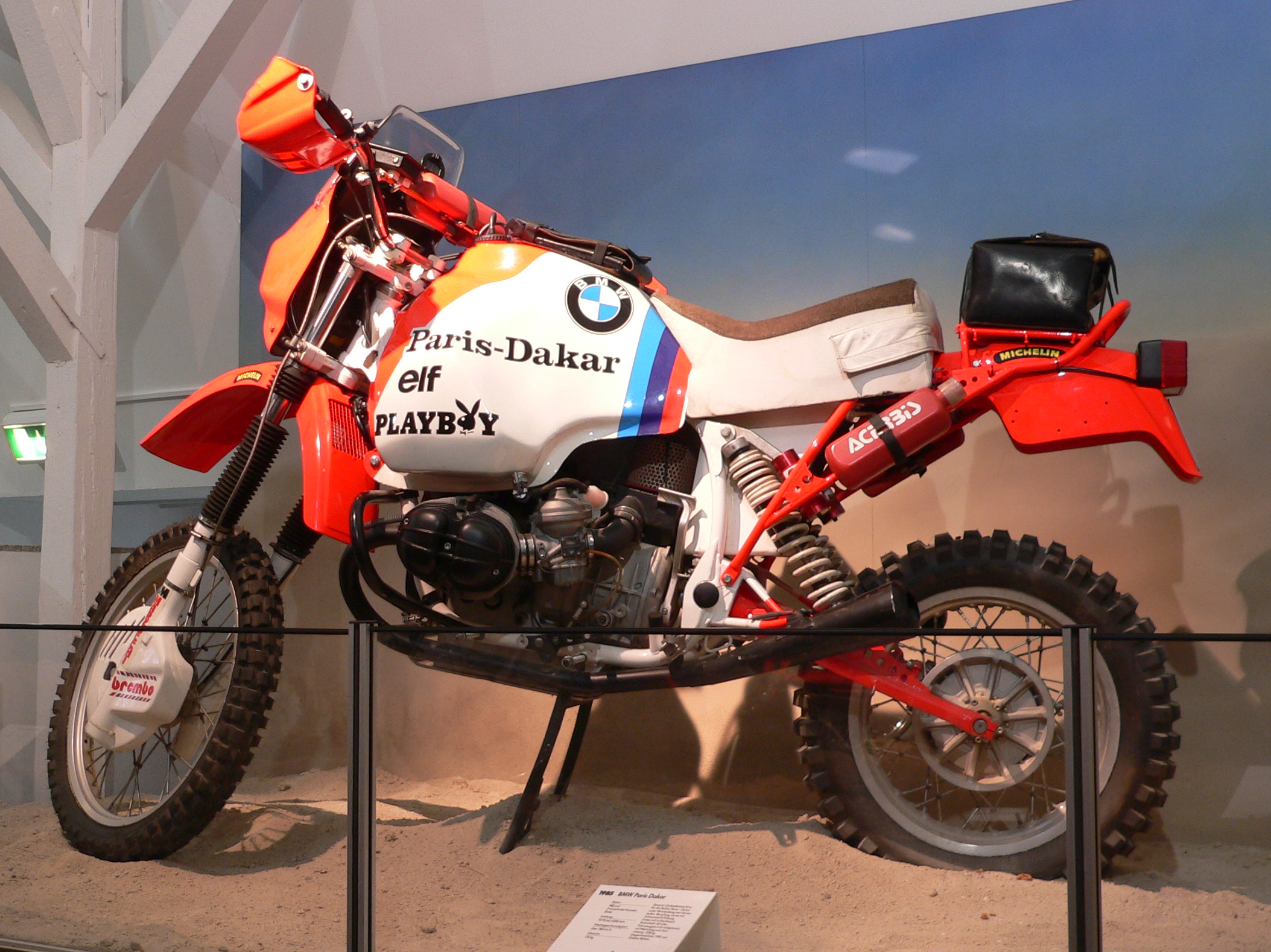
BMW Siegermaschine der Rallye Paris-Dakar 1985

Noch während der Entwicklung des neuen Rennsportwagens, der den Namen M1 bekommen sollte, modifizierte die M GmbH Serienwagen für den Motorsport. Schon 1972 wurde das Modell BMW 2002 für den Einsatz bei Rallyes umgebaut. Der Durchbruch gelang ein Jahr später, als die Werksfahrer Hans-Joachim Stuck und Chris Amon mit einem BMW 3.0 CSL den großen Preis der Tourenwagen auf dem Nürburgring gewannen. In der Tourenwagen-Klasse des 24-Stunden-Rennens von Le Mans siegte kurz darauf ebenfalls BMW. Mit insgesamt sechs Europameistertiteln wurde der 3.0 CSL der erfolgreichste Tourenwagen der 1970er-Jahre. Außer dem Werksteam setzten Alpina, Schnitzer, Koepchen oder GS-Tuning die Wagen ein.
1978 wurde der erste eigenständige Rennsportwagen der M GmbH produziert. Ursprünglich war der M1 für den Einsatz in der Deutschen Rennsport-Meisterschaft geplant. Da es aber zu oben genannten Verzögerungen der Entwicklung kam, war eine Beteiligung an dieser Rennserie nicht mehr möglich. In Zusammenarbeit mit Bernie Ecclestone und Max Mosley wurde kurz darauf die Procar-Serie gegründet. Die Läufe dieser Serie fanden im Vorfeld vieler Formel-1-Rennen statt und waren nur mit M1-Rennversionen bestückt. Da ein Rennsporteinsatz aber nur für Fahrzeuge der Serienproduktion möglich war, produzierte und verkaufte die M GmbH rund 450 Stück einer vereinfachten Straßenversion.
Ab 1980 entwickelte die Gesellschaft Motoren für den Einsatz in der Formel 1. 1982 debütierte der BMW-Turbomotor M12/13 in einem Brabham-Formel-1-Rennwagen. Bereits in der Formel-1-Saison 1983 gelang BMW mit dem britischen Team und dem Fahrer Nelson Piquet der erste Formel-1-Weltmeistertitel mit einem Turbomotor.
Fahrzeuge der BMW M GmbH sind auf der ganzen Welt erfolgreich im Motorsport im Einsatz. Bisher erfolgreichster Tourenwagen ist der BMW M3.
Das prägnante, mehrfarbige „M-Design“, bei dem die Farben der Streifen von hellblau, violett und rot über die Jahre zu hellblau, dunkelblau und rot weiterentwickelt wurden, wird von BMW auch als Erkennungsmerkmal für verschiedene Rennserien im Motorradsport eingesetzt, so z. B. in der Superbike-Weltmeisterschaft und bei der Rallye Dakar.

## BMW Art Cars
Hauptartikel: BMW Art Car

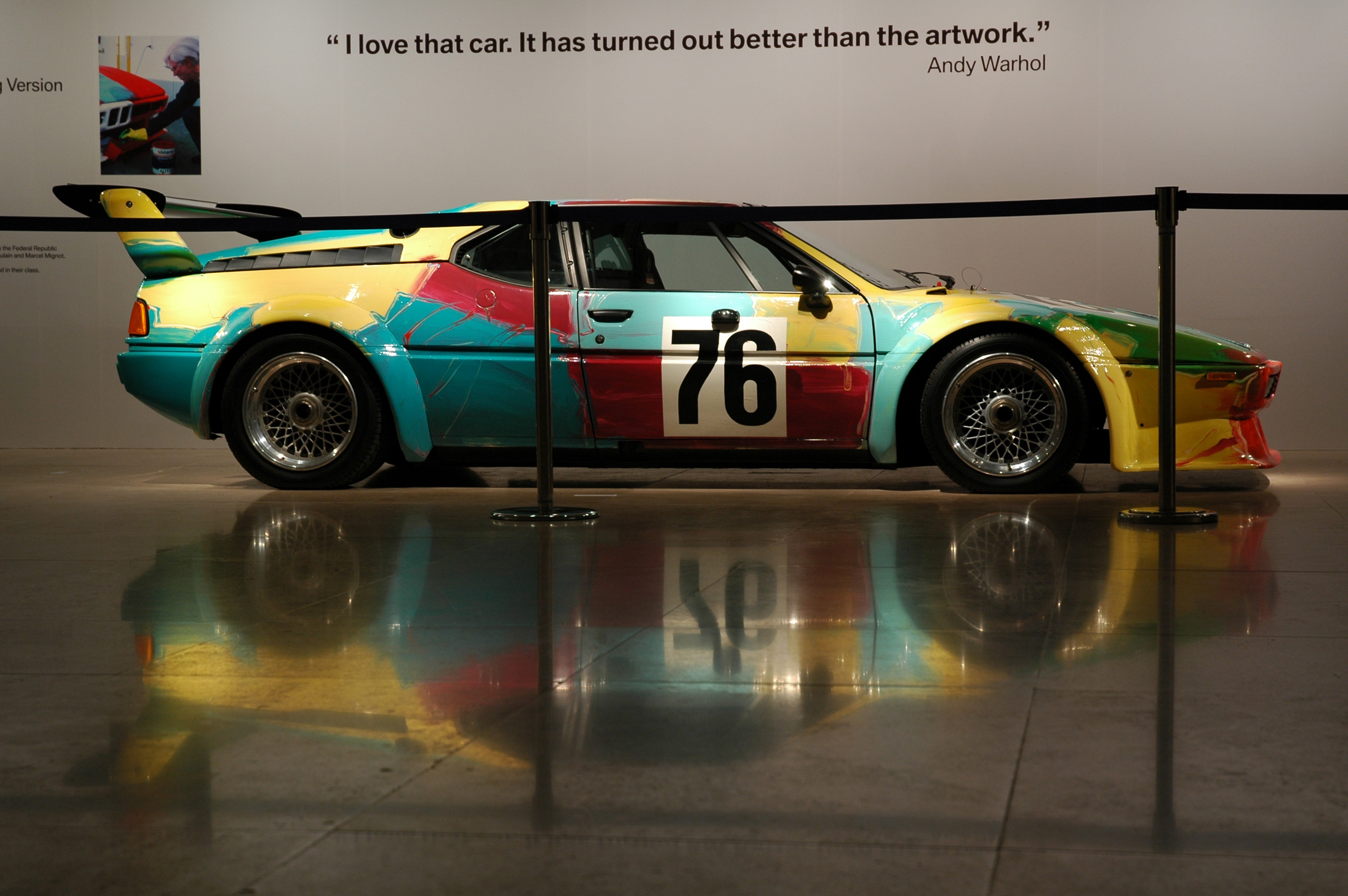
Von Andy Warhol gestalteter BMW M1

Die Idee, Autos von namhaften Künstlern gestalten zu lassen, hatte der französische Kunstauktionator und Rennfahrer Hervé Poulain. Aufgrund seiner Initiative bemalte Alexander Calder 1975 einen Rennwagen BMW 3.0 CSL. Ein Jahr später gestaltete der New Yorker Künstler Frank Stella einen BMW mit dem für ihn typischen Rastermuster. Diese beiden Fahrzeuge nahmen an den 24-Stunden-Rennen von Le Mans 1975 und 1976 teil. Ebenfalls in Le Mans traten die später entworfenen BMW Art Cars von Roy Lichtenstein (1977), Andy Warhol (1979) und Jenny Holzer (1999) an.
Weitere Wagen wurden gestaltet von A. R. Penck, Robert Rauschenberg, Ernst Fuchs, Ken Done, Michael Nelson Jakamarra, Matazo Kayama, César Manrique, Esther Mahlangu, Sandro Chia sowie David Hockney.
Im Jahre 2010 entwarf Jeff Koons für BMW das bislang letzte Art Car, ein BMW M3 GT2. Dieser Wagen nahm mit den Fahrern Dirk Müller, Andy Priaulx und Dirk Werner am 24-Stunden-Rennen von Le Mans teil.